# Saint-Victor-et-Melvieu
Saint-Victor-et-Melvieu är en kommun i departementet Aveyron i regionen Occitanien i södra Frankrike. Kommunen ligger i kantonen Saint-Rome-de-Tarn som ligger i arrondissementet Millau. År 2022 hade Saint-Victor-et-Melvieu 313 invånare.

## Befolkningsutveckling
Antalet invånare i kommunen Saint-Victor-et-Melvieu
Referens: INSEE